# Orquesta Los Tupamaros
Das Orquesta Los Tupamaros  ist eine kolumbianische Band, die Salsa, Musica Tropical, Merengue, Cumbia und Vallenato spielt und ihren Sitz in Bogotá hat.

## Werdegang
Die Gruppe wurde 1975 als Tanzkapelle von Fernando Jaramillo gegründet. Ursprünglich als Amateurgruppe vorgesehen, erreichte sie im Laufe der Jahre zunehmend an musikalischer Professionalität. Mittlerweile hat die Gruppe 18 Musikproduktionen veröffentlicht. Das Orquesta Los Tupamaros gewann fünf Congos de Oro auf dem Karnaval von Barranquilla und tritt häufig auf der Feria de Cali und Feria de Manizales auf. International bekannt wurde Orquesta Los Tupamaros durch Tourneen unter anderen in den USA und Europa, Länder wie Spanien, Großbritannien und Deutschland. Zu ihren Hits gehören Songs wie „El Baile de la Quebradita“, „Te Necesito“, „Piraña“, „La Chica Gomela“, „Cachete, Pechito y Umbligo“, „Quiero un Hombre“, „Todo el Mundo Necesita un Beso“ und „Me Muero de las Ganas“. Die Gruppe Orquesta Estrella. setzt sich aus ehemaligen Mitgliedern des Orquesta Los Tupamaros zusammen.

## Diskografie
- Sufriendo Por Amor (1993)
- 20 Anos (1996)
- Irresistiblemente Bailable (1997)
- Y Sigan Bailando (1997)
- Llegó El Cambio (1998)
- 25 Aniversario Con Los Tupamaros (1999)
- Para Que Bailen (1999)
- Calle de la Rumba (2002)

## Besetzung
- David Castro: Sänger
- Rochy: Sängerin
- Marlon Lewis Hawkins: Sänger
- Vicky: Sängerin